# 385e brigade d'artillerie de la Garde
La 385e brigade d'artillerie de la Garde (en russe : 385-я гвардейская артиллерийская бригада) Odesskaïa, des ordres du Drapeau rouge et de Bogdan Khmelnitski, numéro d'unité militaire 32755, est une formation d'artillerie des forces terrestres russes. Son histoire remonte à la création de la 44e brigade d'artillerie de la Garde (russe : 44-я гвардейская пушечная артиллерийская бригада) le 20 mai 1944, pendant la Seconde Guerre mondiale.
Du 24 mai 1944 au 5 septembre 1944, l'unité combat au sein de la 5e armée de choc du troisième front ukrainien, avant d'être replacée dans la réserve du haut commandement suprême le 6 septembre 1944. Du 30 octobre 1944 au 9 mai 1945, elle combat à nouveau avec la 5e armée de choc, mais à cette époque, celle-ci est sous le commandement du premier front biélorusse.
De 1945 à 1992, la brigade fait partie de la 3e armée de choc, qui devient la 3e armée combinée de l'ordre du Drapeau rouge en 1954.
La brigade dans sa forme actuelle est créée en août 1981 à partir de l'ancien 98e régiment d'artillerie de canons de la Garde. En 1993, sa garnison est déménagée de Planken en Allemagne de l'Est à Totskoïe, dans l'oblast d'Orenbourg et le district militaire central, et fait actuellement partie de la 2e armée combinée de la Garde.
La brigade combat à partir de 2022 dans le cadre de l'invasion russe de l'Ukraine, au sein du groupement de forces déployées depuis le district militaire central.